# フランソワ・ブーシェ

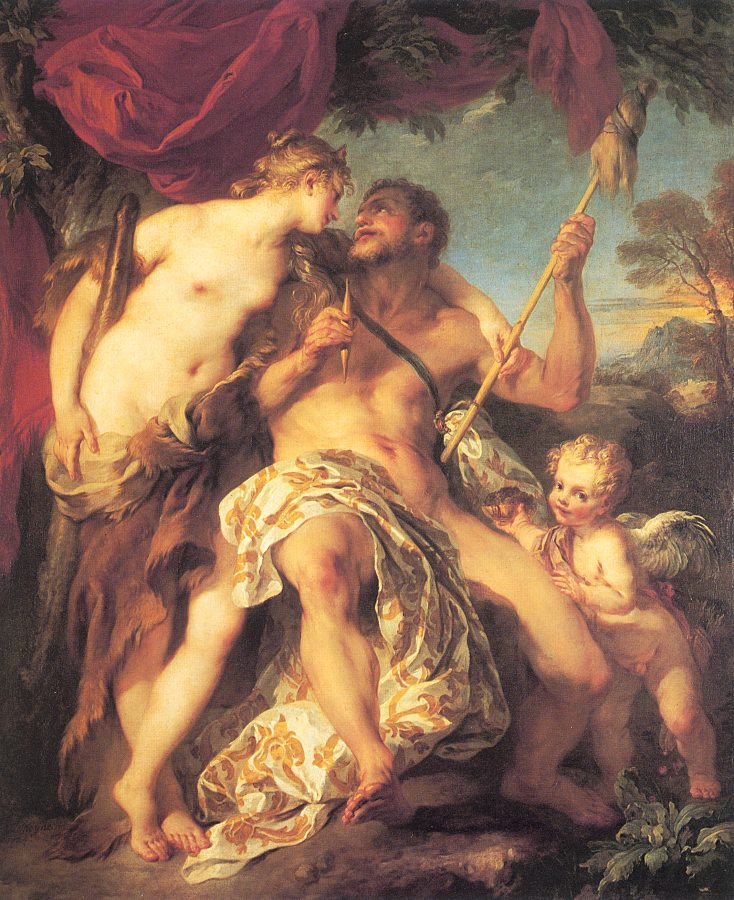
フランソワ・ルモワーヌの1724年の『ヘラクレスとオンファレ』。ルーヴル美術館。ヴェルサイユ宮殿の「ヘラクレスの間」を装飾した。ヘルメスからヘラクレスを買ったリュディアの女王が、英雄から棍棒とネメアの獅子の毛皮を取り上げ、代わりに糸巻を与えている。

フランソワ・ブーシェ（仏: François Boucher, 1703年9月29日 - 1770年5月30日）は、フランスの画家。ロココを代表する画家であり、上流社会の肖像画や神話画などを描いた。多作家として知られ、生涯に千枚以上の絵画、百枚以上の版画、約一万枚の素描を制作し、壁画装飾、タピスリーや磁器の下絵制作、舞台装飾の仕事をこなした。
新古典主義の代表的画家ジャック＝ルイ・ダヴィッドは従兄弟の息子。

## 生涯

### 修行時代

#### 父ニコラ・ブーシェによる手ほどき
ブルボン王宮の遊興費管理官ドニ＝ピエール・パピヨン・ド・ラ・フェルテ（1727年 - 1794年）の著作にみられる記述によれば、ブーシェの父は刺繍の装飾家にして、職能組合的組織である聖ルカ・アカデミー所属の画家ニコラ・ブーシェ（1672年 - 1743年）であり、ブーシェはこの父から絵画術の最初の手ほどきを受けたと考えられている。
この時期に制作されたと思われる作品には、ブーシェの現存する最初期の作例『聖バルトロマイと聖アンデレ』がある。

#### フランソワ・ルモワーヌへの師事

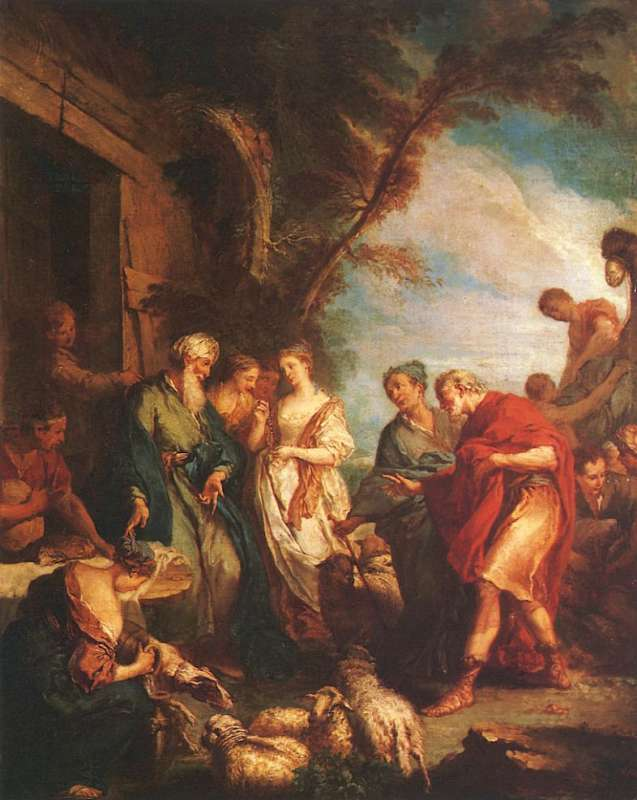
フランソワ・ブーシェ『レベッカとエゼキエル』1725年頃、ストラスブール美術館

その後、父の後押しを受けて画家フランソワ・ルモワーヌの下で修業した。なお、ルモワーヌは1736年から翌年まで国王の首席画家を務めている。
しかし、ブーシェがピエール＝ジャン・マリエット（18世紀フランスの美術収集家）に語ったところによると、ブーシェはルモワーヌから学ぶことはなかったという。更に弟子の面倒を殆ど見ないこの師のもとに、ブーシェは長くは留まらなかったとブーシェはマリエットに語っている。
だが弟子と師との関係についてのこのような逸話が残る一方で、『レベッカとエゼキエル』（ストラスブール美術館所蔵）のような1720年代の作品の様式を見る限りでは、ルモワーヌの影響は無視できないと考える研究者もいる。

### 初期の画業
ブーシェは1723年から1728年まで版画家・出版業者のジャン＝フランソワ・カーズ（1670年 - 1739年）のために素描を提供する仕事を請け負っていた。
また、ブーシェは美術品収集家ジャン・ド・ジュリエンヌに雇われ、アントワーヌ・ワトーの原画に基づいて彫版した作品を集めた版画集『Figures des différents caractères』（1726年 - 1728年）に収録されるエッチング作品の制作に携わった。
同時期にはガブリエル・ダニエル神父の著作『フランス史』（Père Gabriel Daniel『Histoire de France』、1727年 - 1728年）に掲載される版画（モーリス・バクワ 1680-1747 が彫版）の下絵素描25点（ルーブル美術館版画素描室蔵）の製作も行っている。

### イタリアへの滞在

#### ローマ賞受賞
1723年、ブーシェはローマ賞を受賞する。だが、王立建造物局長官のダンタン侯爵の寵を得ていなかったブーシェは勅許状を得られなかった為にイタリア留学の経済的な支援を期待出来ず、結果として、経費自己負担の留学を余儀なくされた。1728年4月から5月まで、経費節減のためにヴァン・ロー家のシャルル＝アンドレ、ルイ＝ミシェル、フランソワの三名と共にイタリア旅行に出掛け、ローマの在ローマ・フランス・アカデミーに1727年から1731年まで滞在した。1724年以来同アカデミーの院長を務めていたニコラ・ヴルーゲルスは、ブーシェがアカデミーの離れに逗留していたと伝えている。

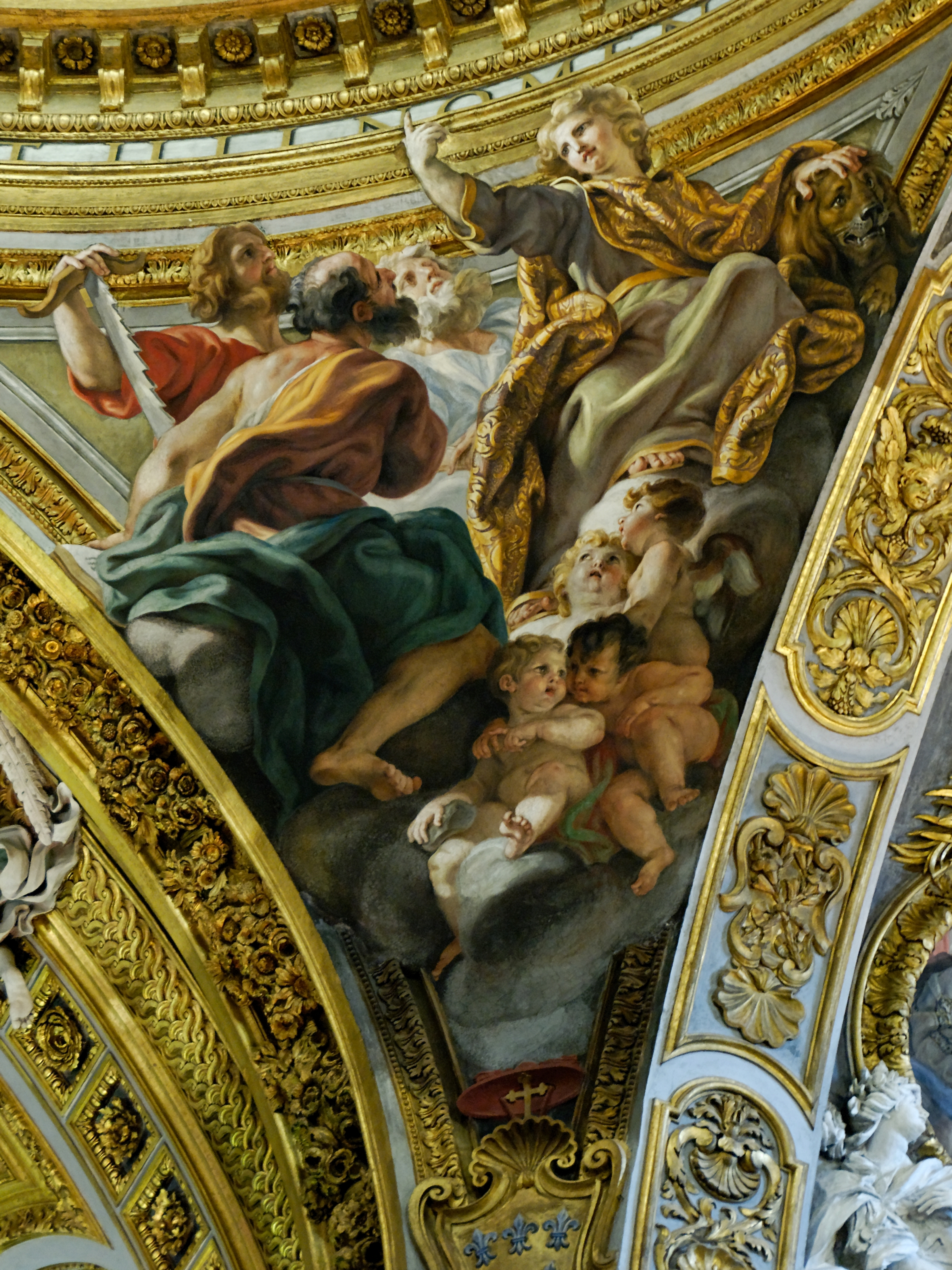
ガウッリが制作したペンデンティヴ（ローマ、ジェズ教会）。天井に向けてせりあがる三角形曲面から湧き出た雲に、聖人たちが乗っている様子を下から仰ぎ見るように描く。

#### バロック絵画の研究

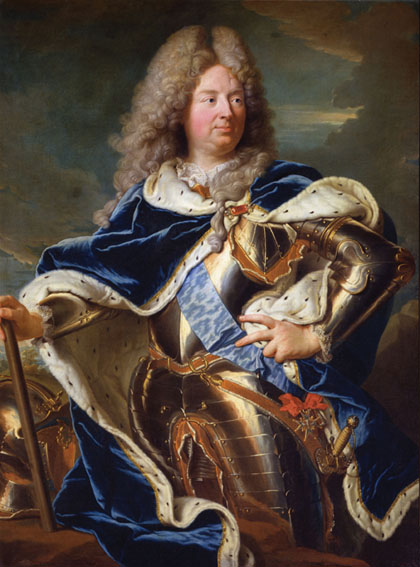
イアサント・リゴーとその工房『ダンタン侯爵ルイ＝アントワーヌ・パルデヤン・ド・ゴンドランの肖像』、ダンカン侯は1710年、ヴェルサイユ宮殿。1708年から1736年まで王立建造物局長官を務めた。

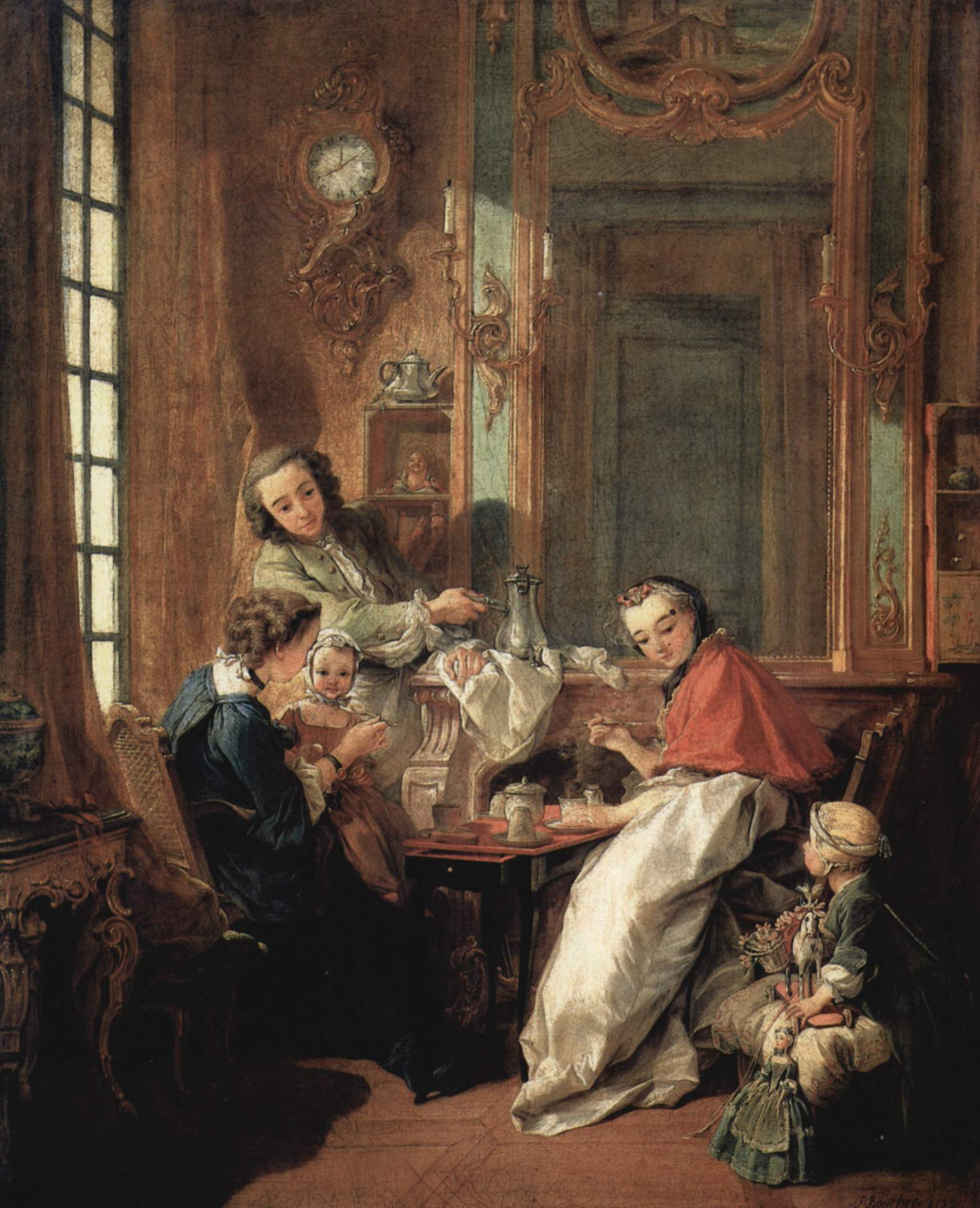
ブーシェ『昼食』1739年、ルーヴル美術館。1739年から1746年頃、ブーシェは神話画に加え、フランス人の日常の光景を描く風俗画にまでレパートリーを広げる。このジャンルに関しては17世紀オランダ派絵画、そしてより直接的にはフランスの画家ジャン＝フランソワ・ド・トロワの様式から影響を受けている。（参考: ルーヴル美術館の解説サイト）

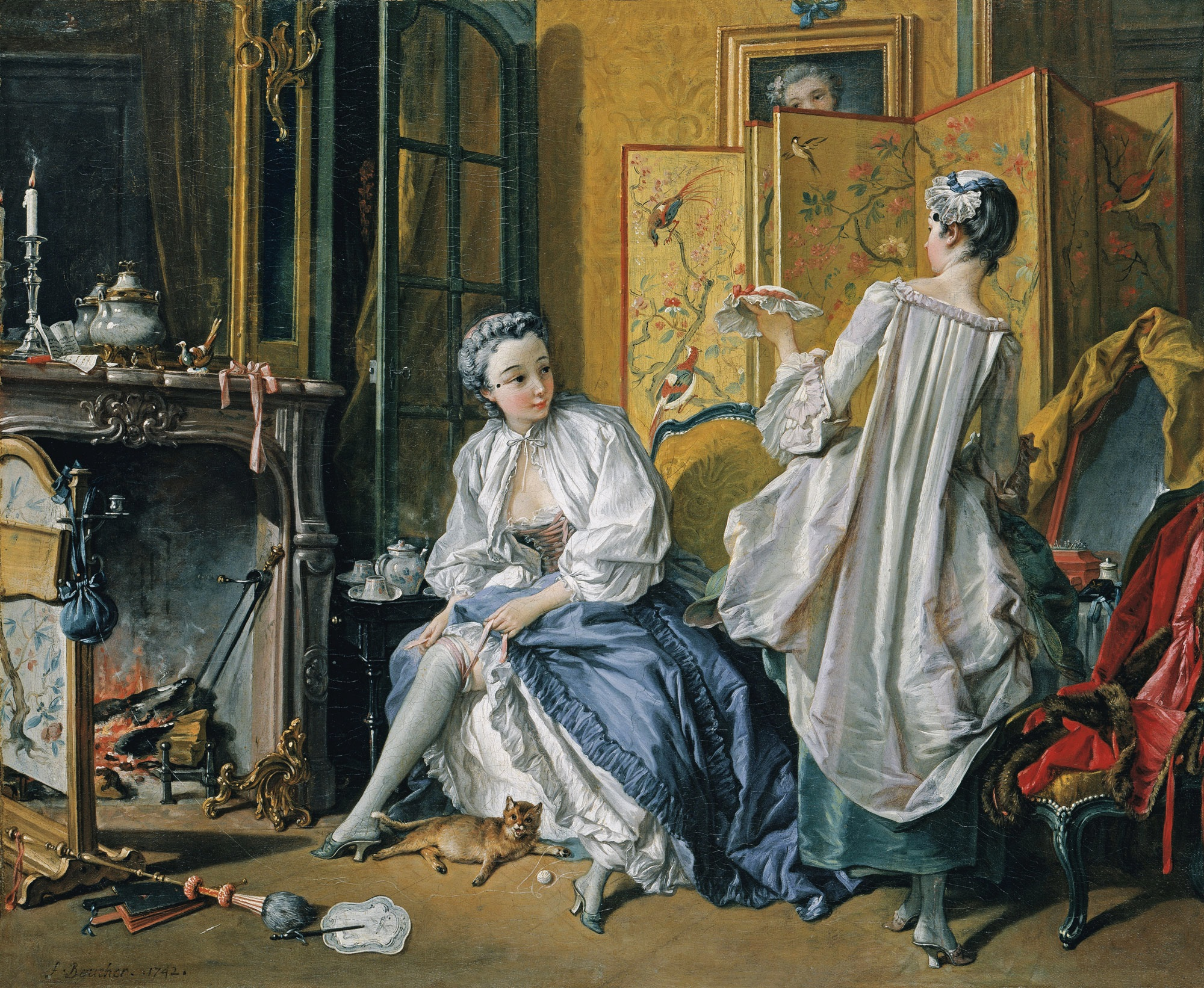
『化粧』1742年、ティッセン＝ボルネミッサ美術館。婦人がストッキングをリボンで留めている。その目元にはつけぼくろ。隣の婦人のローブの背中には畳まれたプリーツ。屏風には中国趣味の絵、暖炉の上にも中国製と思しき磁器。屏風越しに見える肖像画はヴェネツィアの女流画家ロザルバ・カリエーラによるパステル画。

イタリアでのブーシェの活動内容の詳細は不明である。アカデミーの他の芸術家たちとは異なり、ブーシェはラファエロやミケランジェロの作品研究に勤しむことはなく、ルネサンス期の巨匠たちから様式上の影響を受けることもなかったようである。
その代りブーシェはピアッツァ・ナヴォナのモーロ噴水にあるジャン・ロレンツォ・ベルニーニ作『ネプチューン』、ローマの聖アグネス・イン・アゴーネ聖堂内部のジョヴァンニ＝バティスタ・ガウッリ（1639-1709、別名イル・バチッチョ）のペンデンティヴ（正方形天井四隅の曲面三角形）部分の壁画、ルカ・ジョルダーノ『ユディトの勝利』といったイタリア・バロックの巨匠たちの作品に基づく素描を制作した。
これらの素描が制作された事実からは、ブーシェがモデルとなる作品を見るためにナポリ、ボローニャ、ヴェネツィアに旅したことが推測できる。
パリに戻ってからの作品には、さらにジョヴァンニ＝ベネデット・カスティリオーネ（1609年 - 1664年）を研究した痕跡がうかがえる。一方でド・ラ・フェルテは、ブーシェはイタリアでフランドル派様式で絵を描いていたとしている。

### 王立絵画彫刻アカデミーへの入会
1731年にブーシェは王立絵画彫刻アカデミーの準会員 agrée として認められる。1734年にブーシェは『リナルドとアルミダ』（ルーヴル美術館）を提出し、正会員としてアカデミー入会を果たす。

### 妻、娘、女婿たち――デエとボードワン
1733年にブーシェは13歳年下のマリー＝ジャンヌ・ビュゾー（Marie-Jeanne Buzeau, 1716-1796） と結婚する（ブーシェ30歳、マリー＝ジャンヌ17歳の時。爾後妻はブーシェの作品にしばしば描かれる。なお、フランスは夫婦別姓である）。
ブーシェ夫婦は一男次女を儲けた。長男は早逝したが、娘のエリザベート・ヴィクトワールとマリー＝エミリーはブーシェの弟子のジャン＝バティスト・デエ（歴史画家、1723年 - 1765年) とピエール＝アントワーヌ・ボードワン（ミニアチュール・グワッシュ・風俗画家、1723年 - 1769年）と結婚した。

### ポンパドゥール夫人との関係
ブーシェはルイ15世の公妾ポンパドゥール夫人のために複数の作品を描いた。
- 『降誕』（1750年、リヨン美術館）
- 『ヴィーナスの化粧』（ニューヨーク、メトロポリタン美術館）
- 『日の出』と『日の入り』（ロンドン、ウォレス・コレクション）
- 『四季』（ニューヨーク、フリック・コレクション）

ルイ15世の公妾にブーシェは素描とエッチングを教えた。イタリアにいた当時の弟のヴァンディエール侯爵（のちの王立建造物局庁長官マリニー侯爵）に宛てた手紙の内容からは、ポンパドゥール夫人はブーシェが描く肖像画を気に入っていたことがわかる。彼女をモデルとした作品に関しては複数のヴァリエーションが描かれた。ブーシェはポンパドゥール夫人の相談役としても働き、彼女の美術コレクション形成を助けた。

### 美術関係官職への任用

#### ゴブランの要職
ポンパドゥール夫人の寵の厚かったブーシェは国王ルイ15世の覚えもめでたく、1755年にゴブランのタピスリ製作所の監察官を拝命すると、翌年にはジャン＝バティスト・ウードリー（パリ、1686年－ボーヴェ、1755年）の後任として同製作所の長官に就任する。このころブーシェはボーヴェやゴブランのタピスリの下絵やパリのオペラや公の祝祭で用いる装飾下絵を大量に制作する。

#### 「国王の筆頭画家」
1762年から務めていたカルル・ヴァン・ロー の後任として、ブーシェは1765年、ルイ15世の「国王の首席画家」（fr:Premier peintre du Roi）を拝命し、同年には王立絵画彫刻アカデミー院長の座に就いた。ブーシェは1770年に世を去るが、王立絵画彫刻アカデミーの会員としての年金は1200リーヴルに上っていた。ブーシェの死後、首席画家はジャン＝バティスト＝マリー・ピエール（1714-1789）が務めた（在位：1770-1789）。

## 評価
18世紀フランスの美術愛好家ピエール＝ジャン・マリエットはブーシェの才能を高く評価し、「筆を手にして生まれた」、すなわち画家となるべく運命づけられた人間で、「我らがフランス画派にとっての大いなる名誉」であると絶賛している。
ロココが新古典主義に取って代わられると、ロココ文化を否定する動きが見られた。ブーシェも晩年はその絵画だけではなく、人格も非難されるようになった。
ブーシェの死から30余年後にその大作が競売されたときは、殆ど値段がつかないほど不人気であった。
19世紀の後半、ゴンクール兄弟（エドモン・ド・ゴンクール、ジュール・ド・ゴンクール）が18世紀のフランスを中心とする美術の再評価を行い、ブーシェも高い評価を与えられたが、ブーシェは室内装飾家に過ぎないとの評もあった。
フランス芸術界の巨匠ルノワールはブーシェの影響を受けている。

## ギャラリー

### ブーシェの作品
ルーヴル美術館のシュリー翼2階第46室には「ブーシェの間」があり、ブーシェの作品が数多く展示されている。
 ウィキメディア・コモンズには、フランソワ・ブーシェに関するカテゴリがあります。

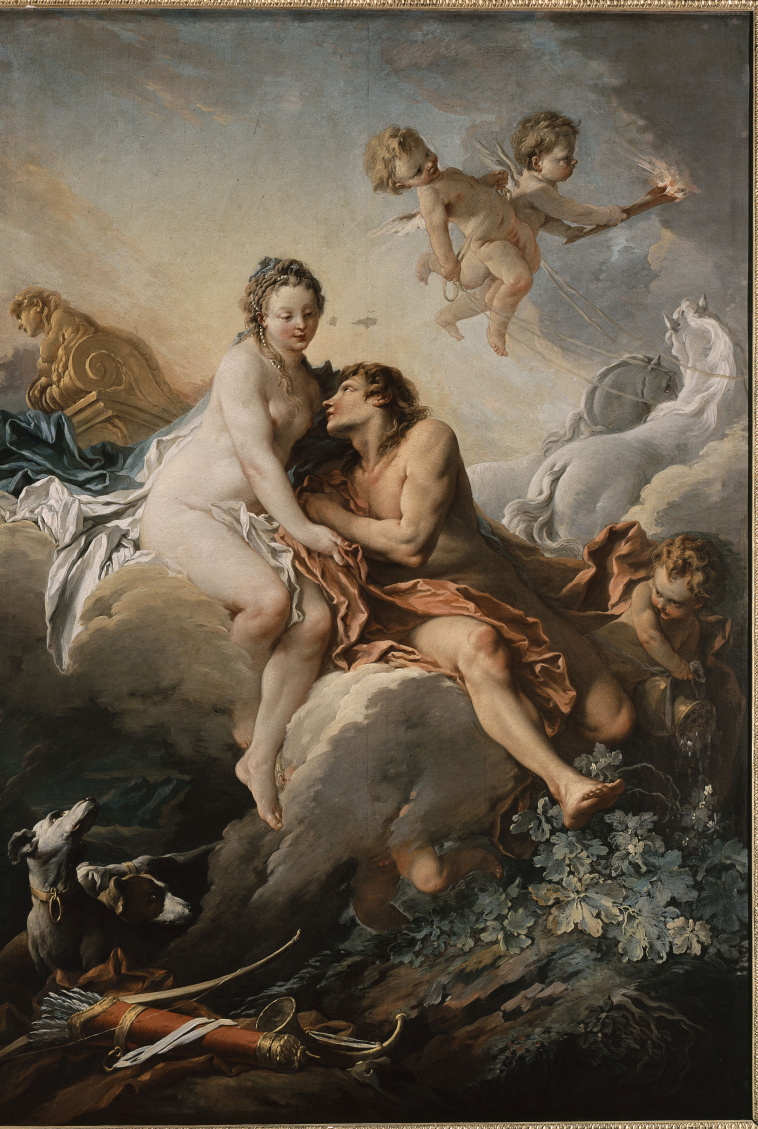
『アウロラとケファロス』1733年と推測、250×175cm、キャンヴァスに油彩、ナンシー、ナンシー美術館
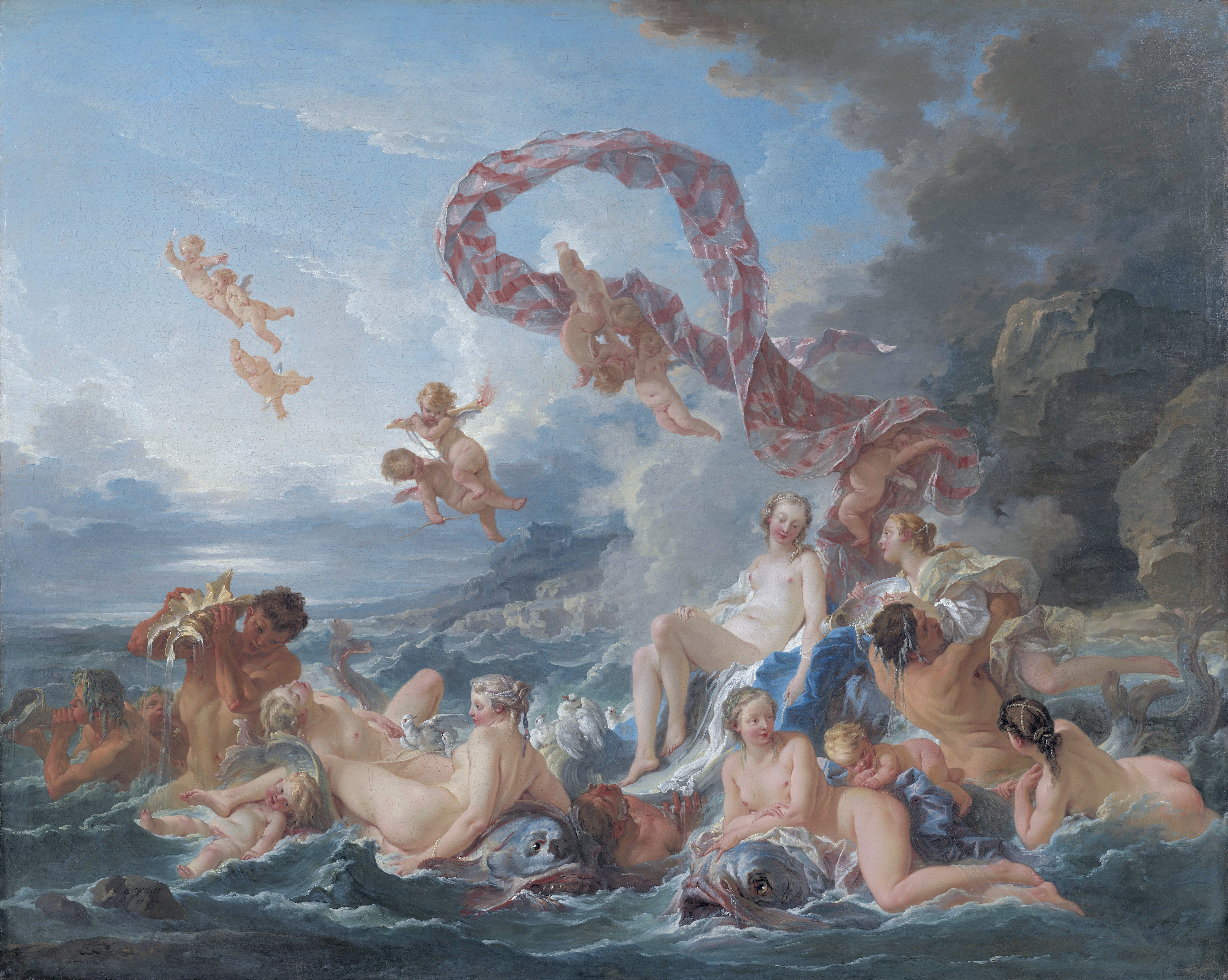
『ヴィーナスの勝利』1740年、130×162cm、キャンヴァスに油彩、ストックホルム、スウェーデン国立美術館
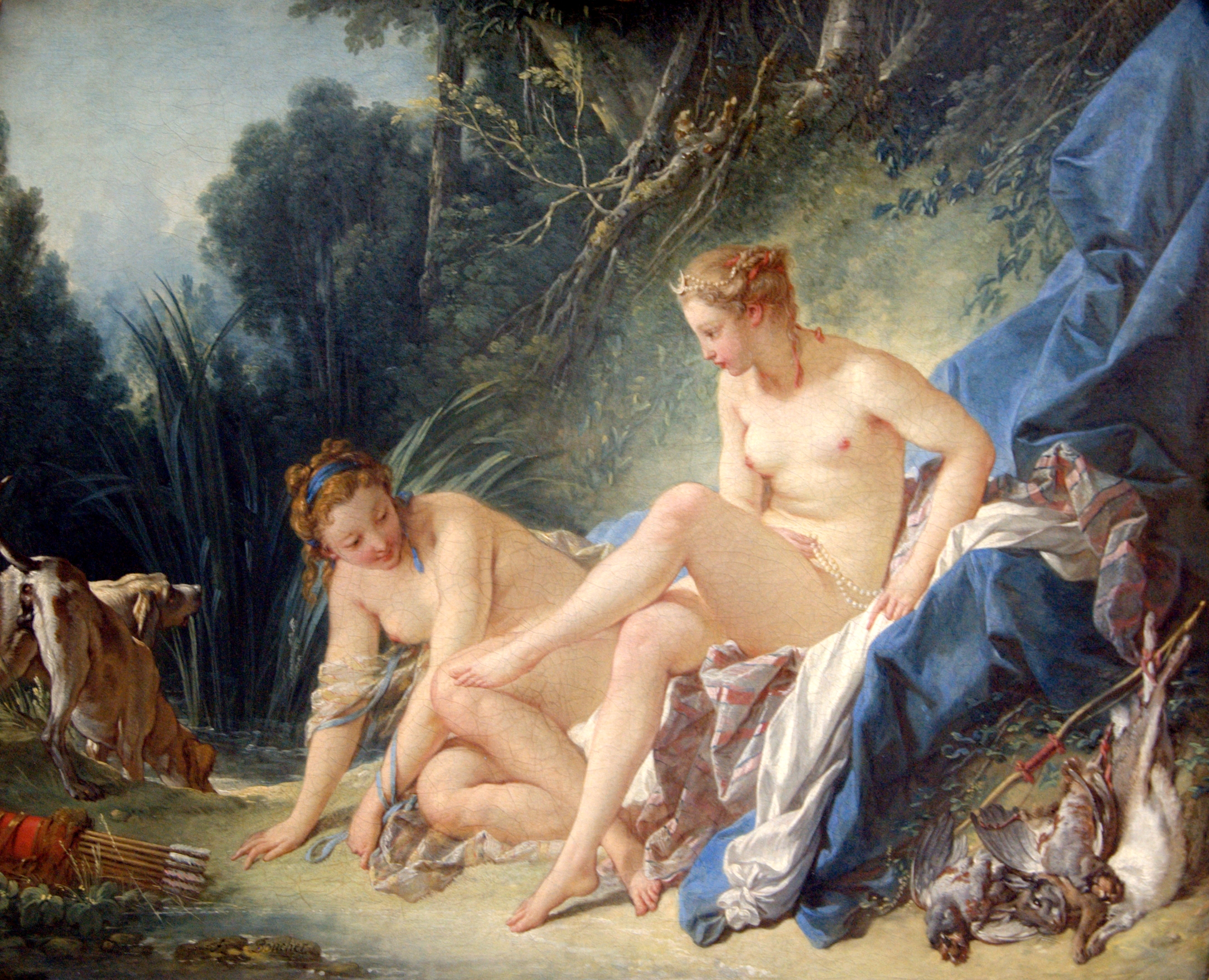
『水浴のディアナ』1742年のサロンに出品（？）、57x73cm、キャンヴァスに油彩、ルーヴル美術館
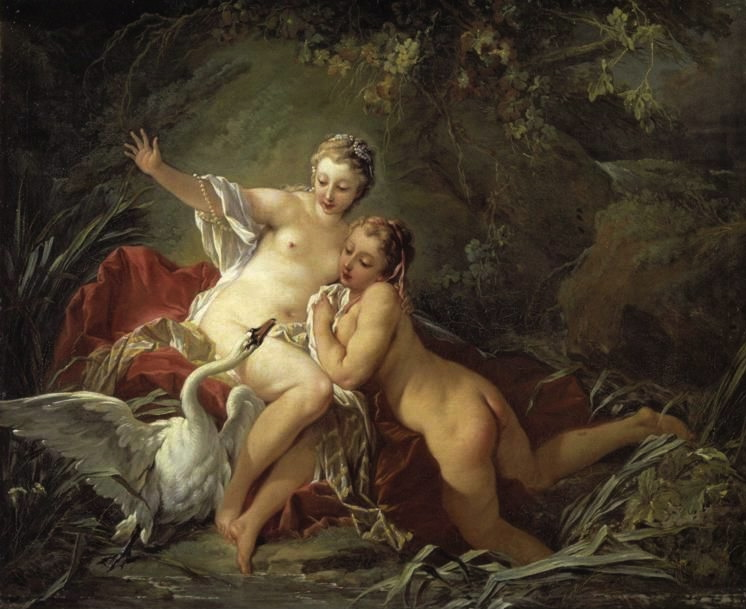
『レダと白鳥』1742年、60×74cm、キャンヴァスに油彩、ストックホルム、スウェーデン国立美術館
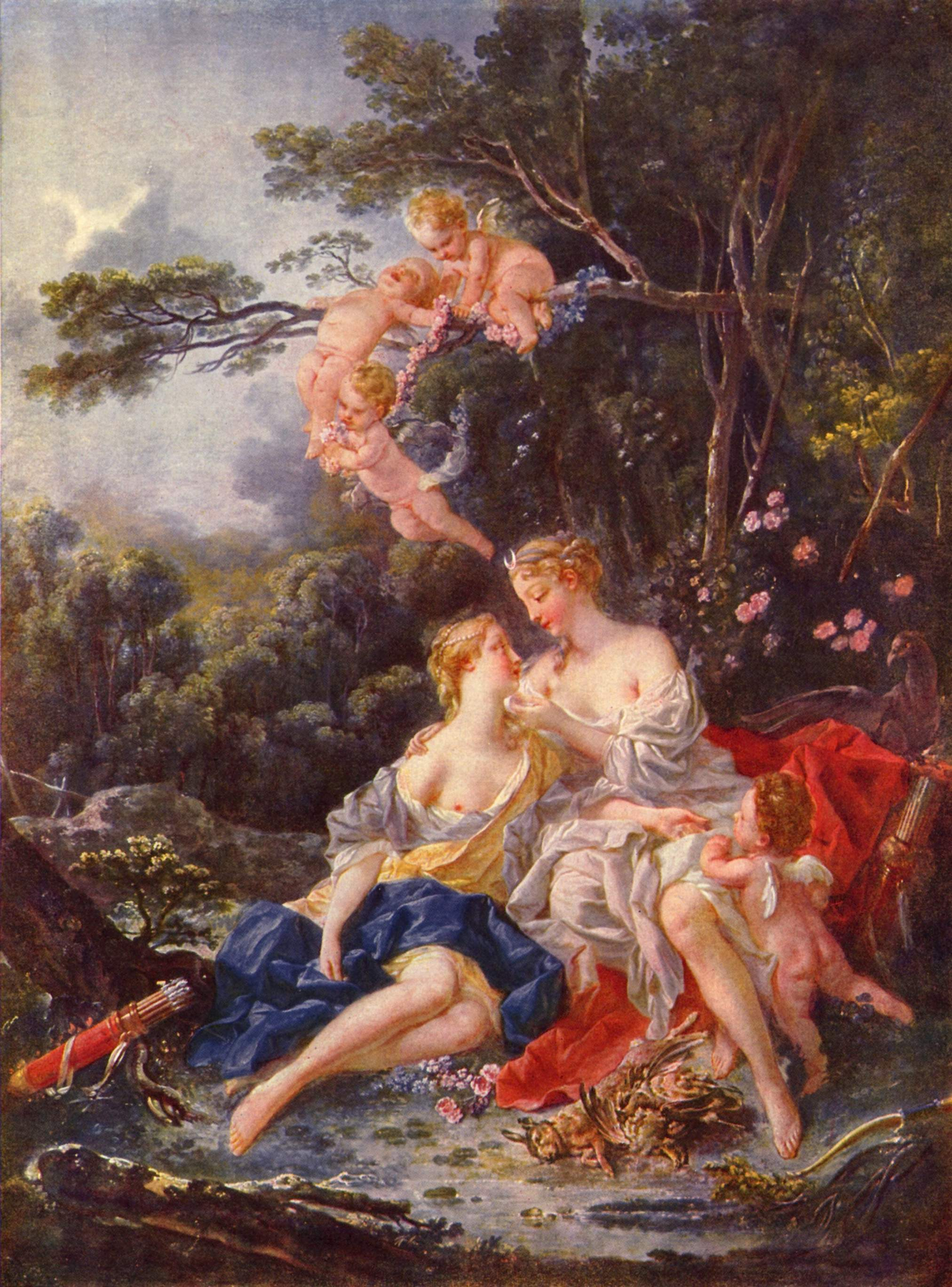
『ユピテルとカリスト』1744年、72x98cm、キャンヴァスに油彩、モスクワ、プーシキン美術館
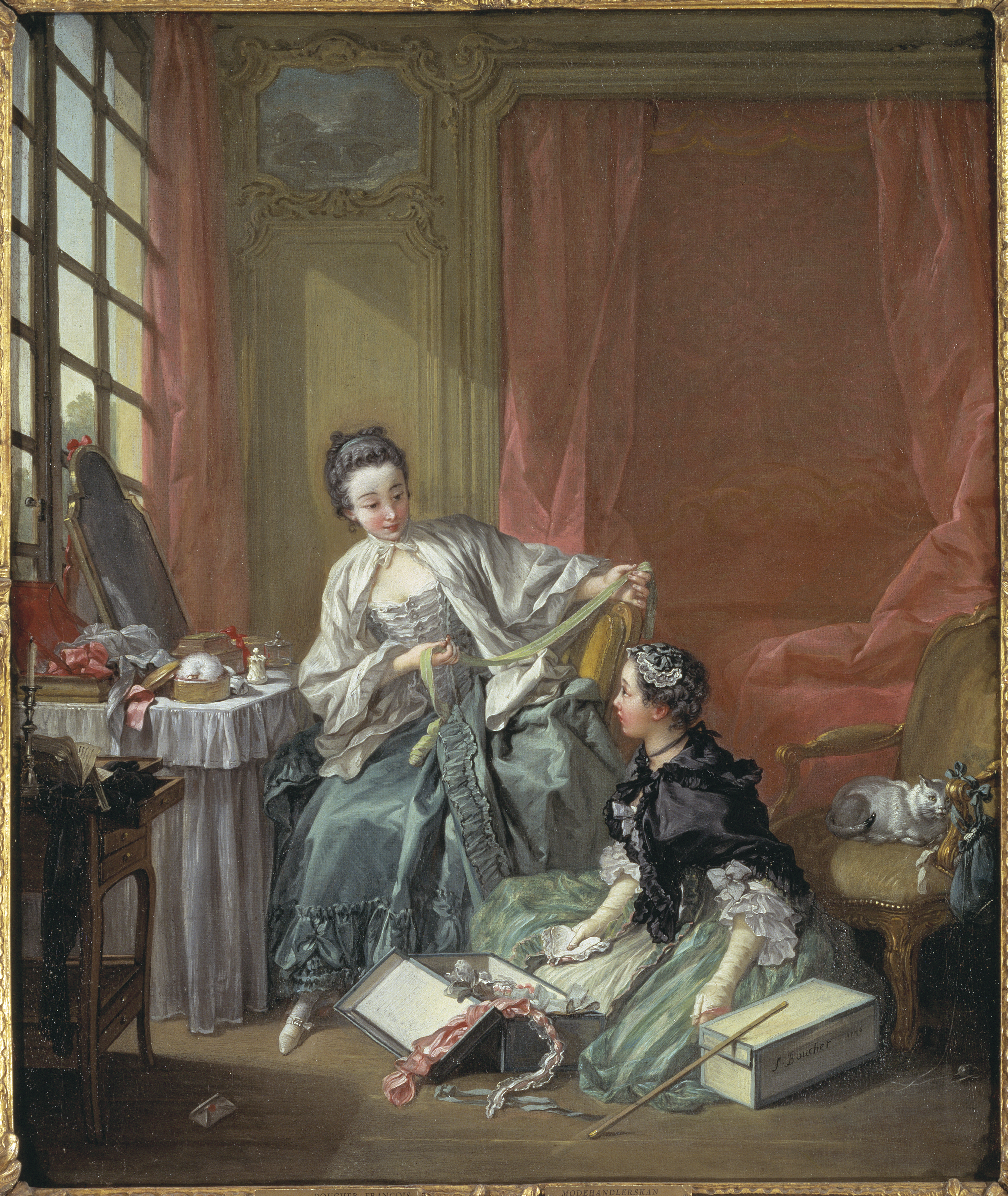
『朝』1746年、64×53cm、キャンヴァスに油彩、ストックホルム、スウェーデン国立美術館
『ヴィーナスの化粧』1746年、102×133cm、キャンヴァスに油彩、ストックホルム、スウェーデン国立美術館
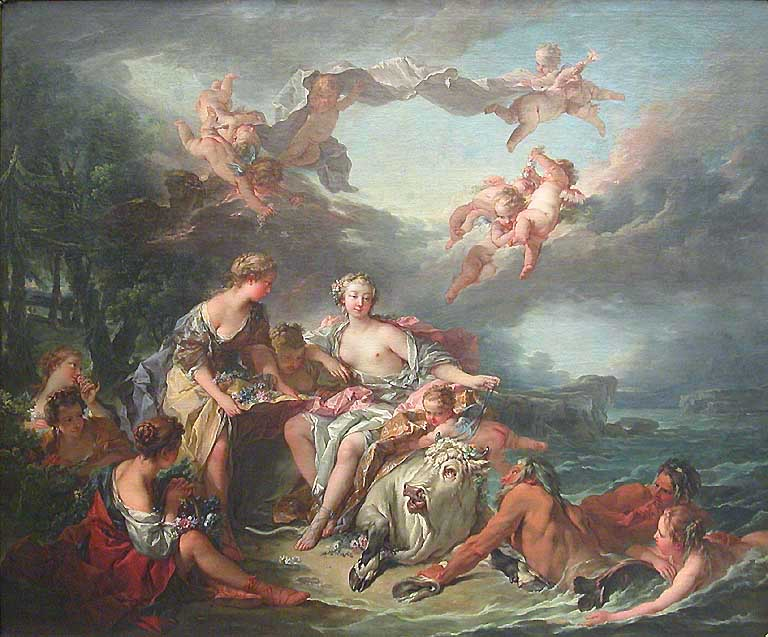
『エウロペの略奪』1747年、160.5×193.5cm、キャンバスに油彩、ルーヴル美術館
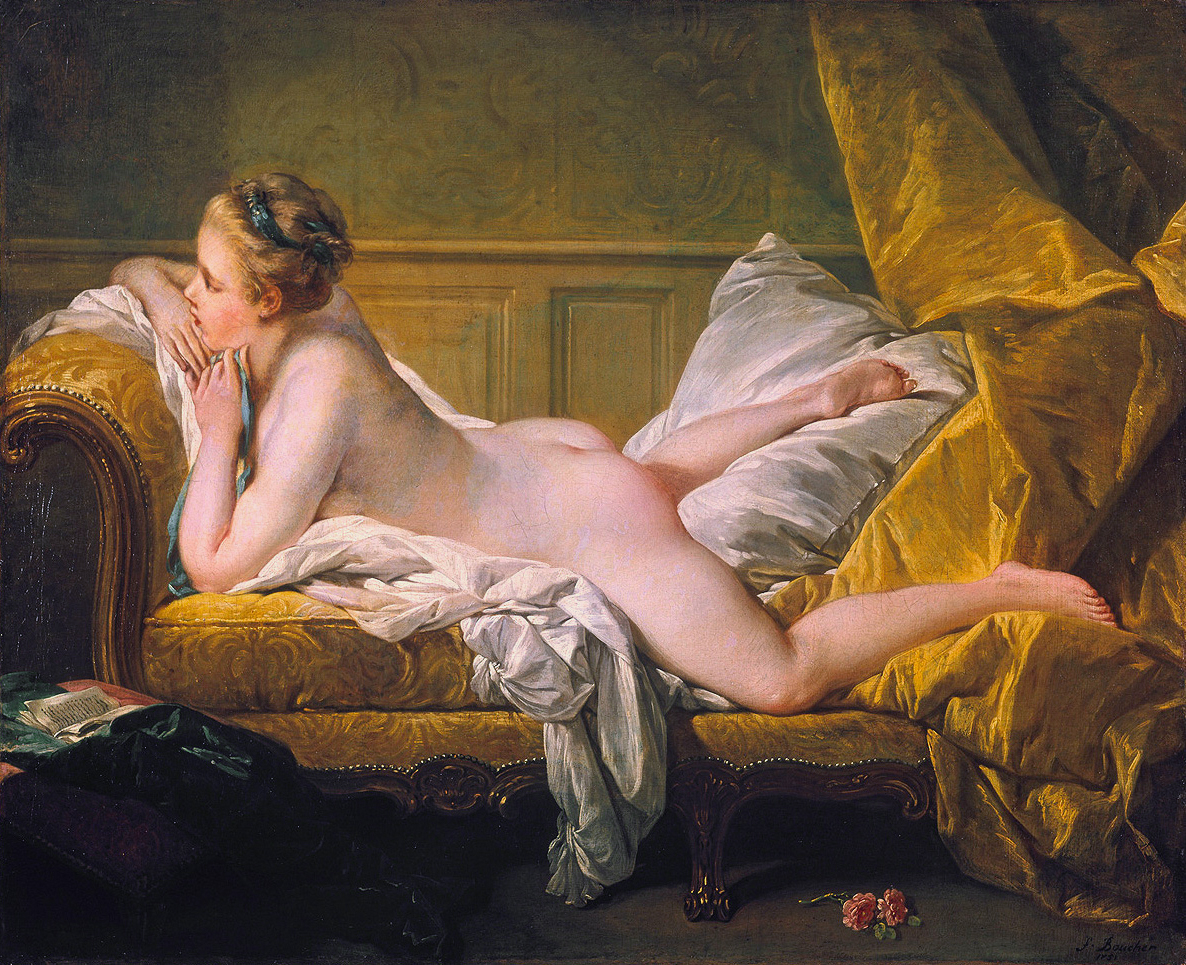
『ソファに横たわる裸婦』1751年、59.5×73.5cm、キャンヴァスに油彩、ケルン、ヴァルラフ＝リヒャルツ美術館
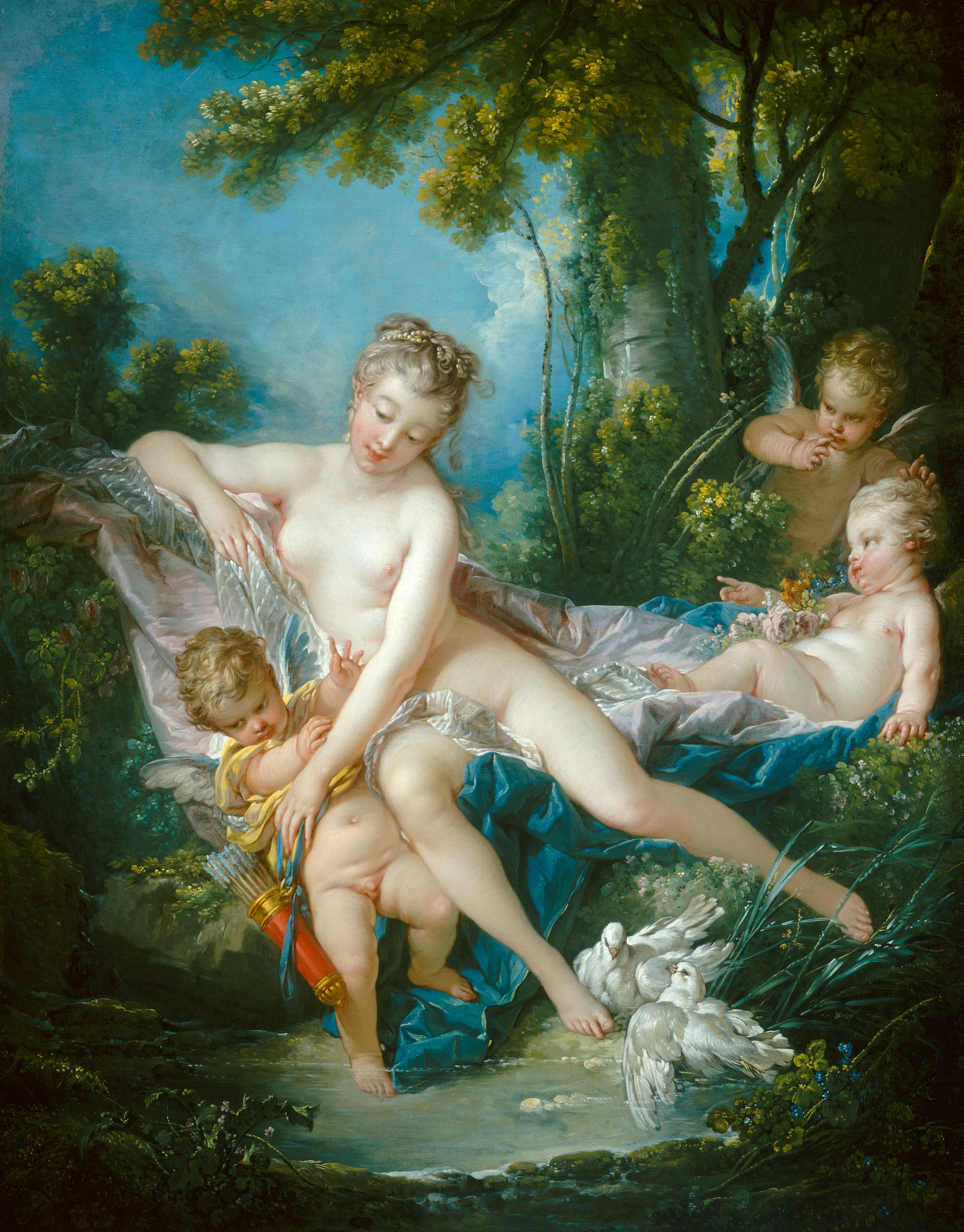
『ヴィーナスの水浴』1751年、107×84.8cm、キャンバスに油彩、ワシントン、ナショナル・ギャラリー
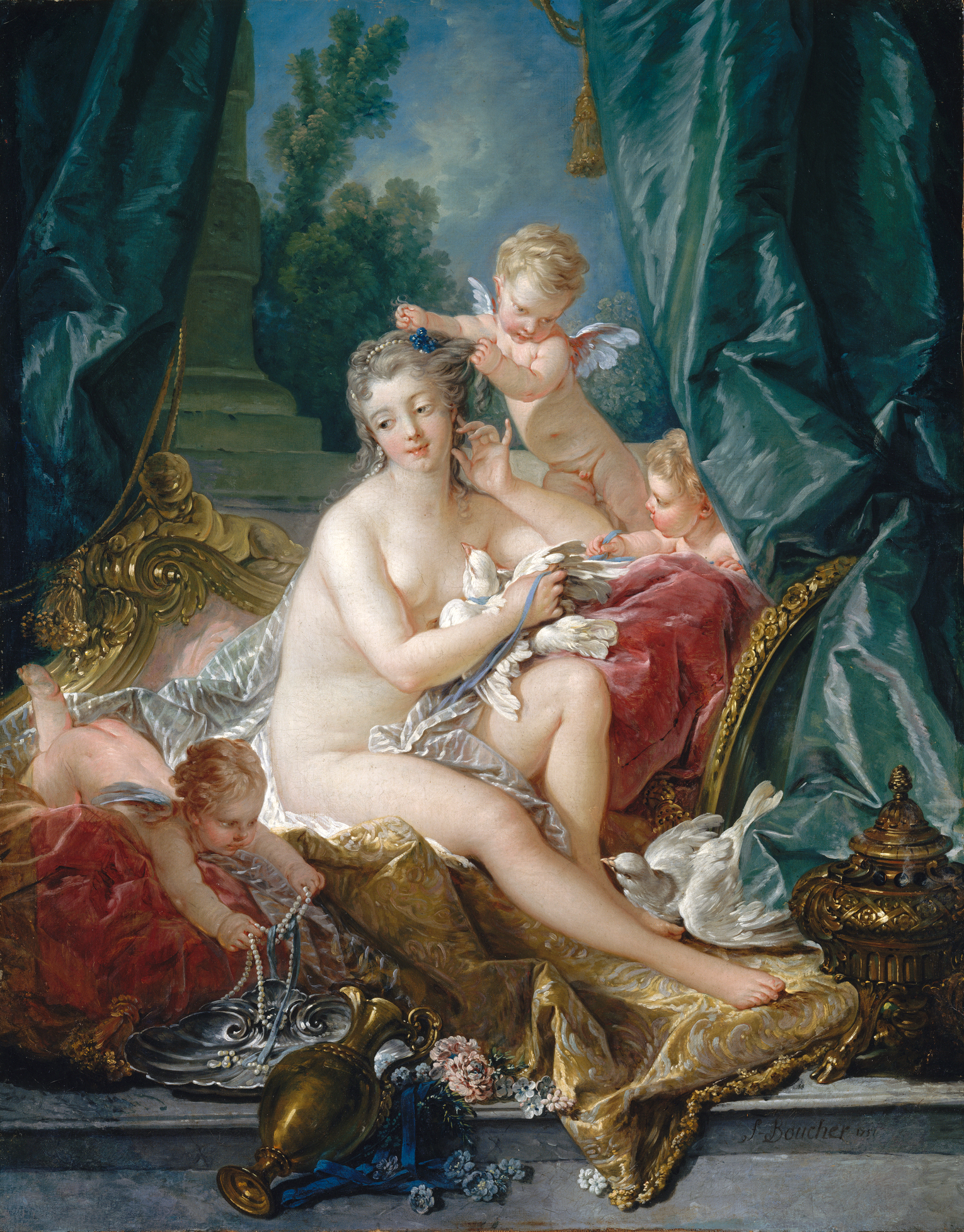
『ヴィーナスの化粧』1751年、108×85cm、キャンヴァスに油彩、ニューヨーク、メトロポリタン美術館
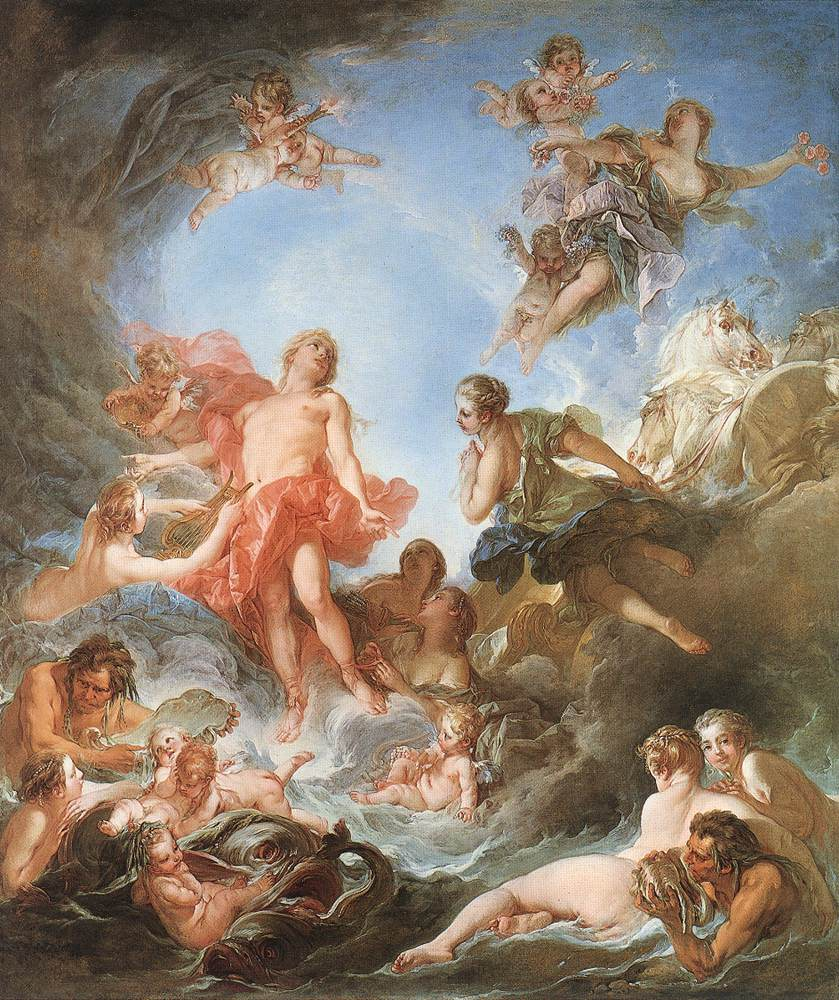
『日の出』1753年、318×261cm、キャンバスに油彩、ウォレス・コレクション
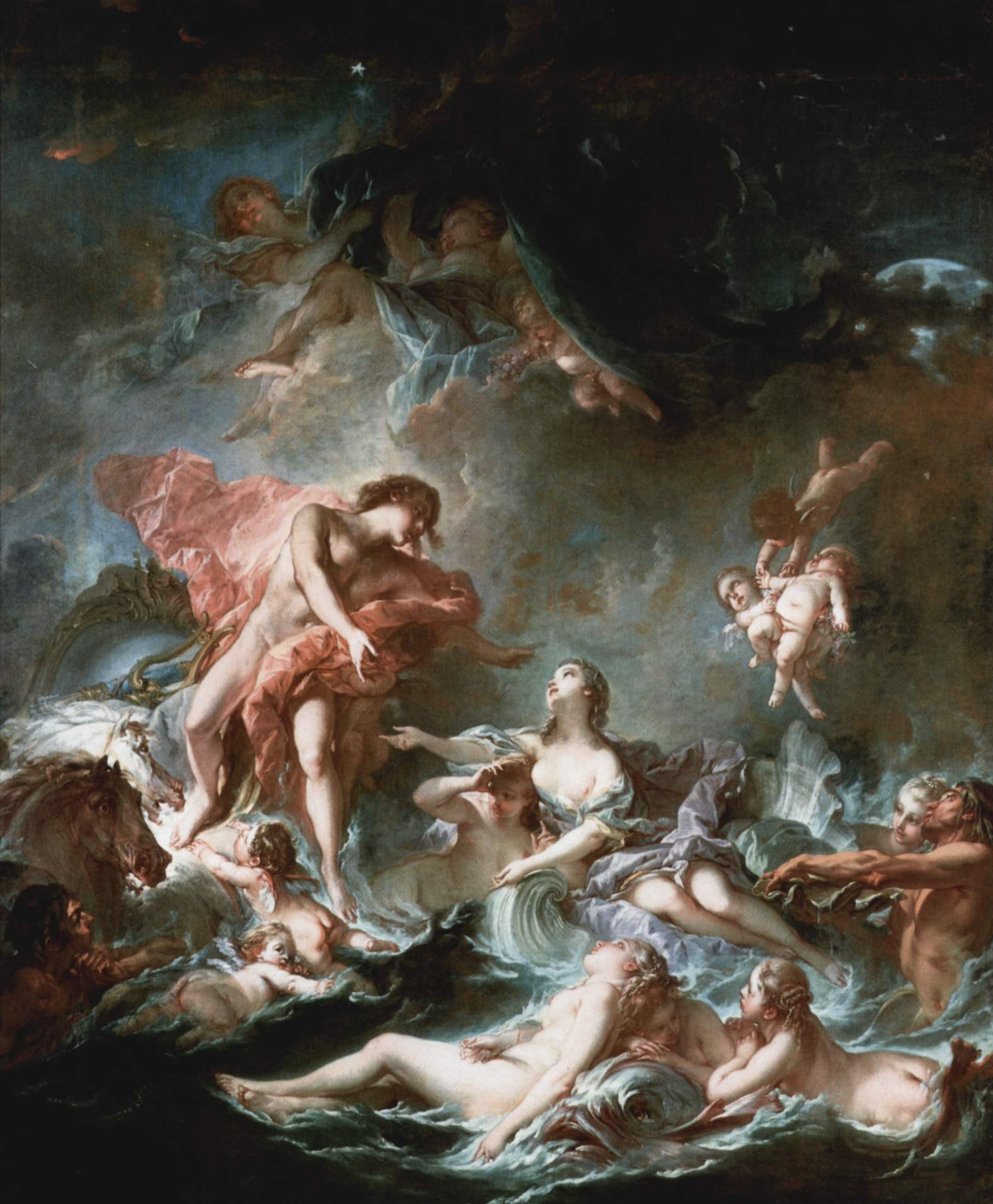
『日の入り』1752年、321×270cm、キャンバスに油彩、ウォレス・コレクション
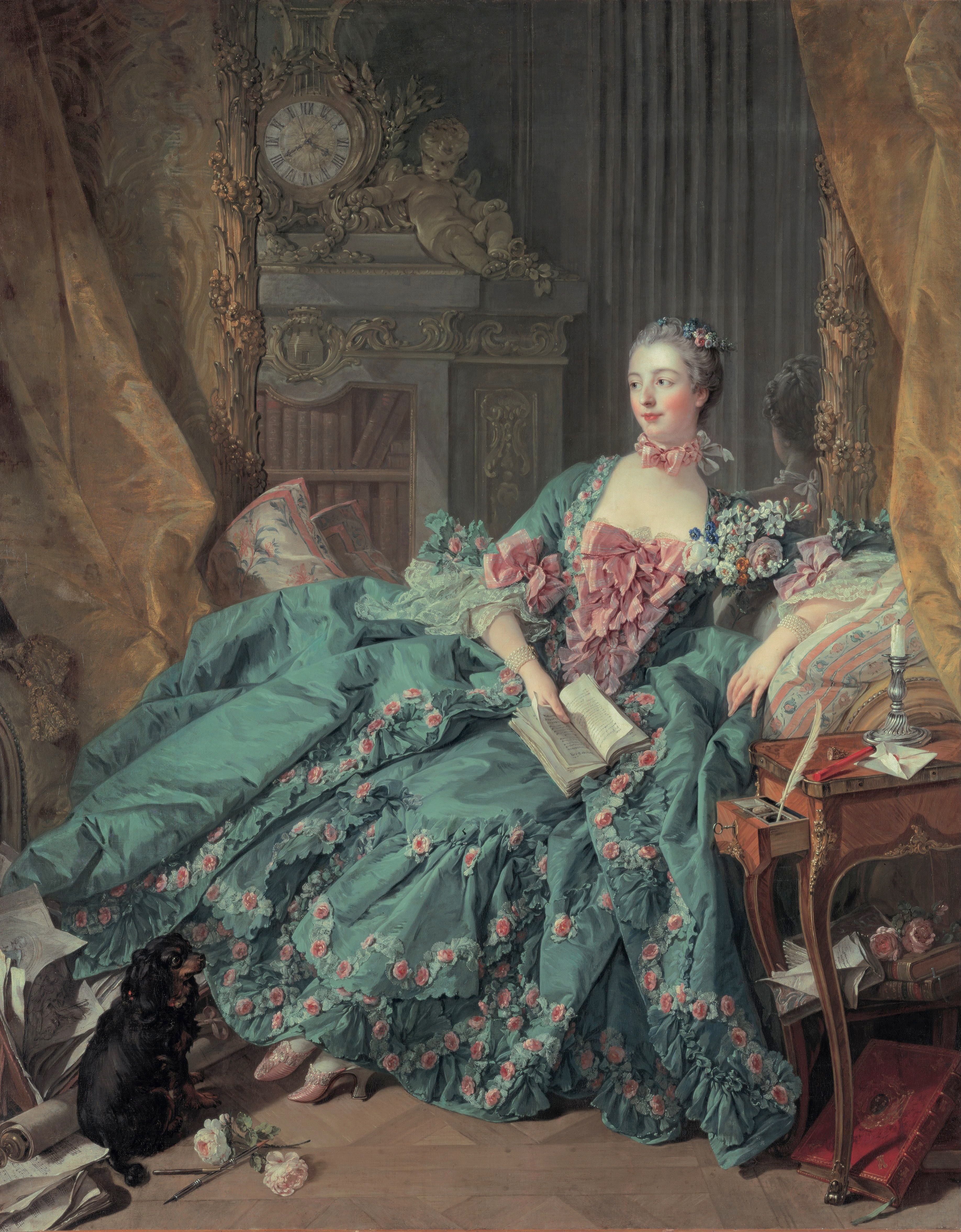
『ポンパドゥール夫人』1756年、212×164cm、キャンヴァスに油彩、ミュンヘン、アルテピナコテーク
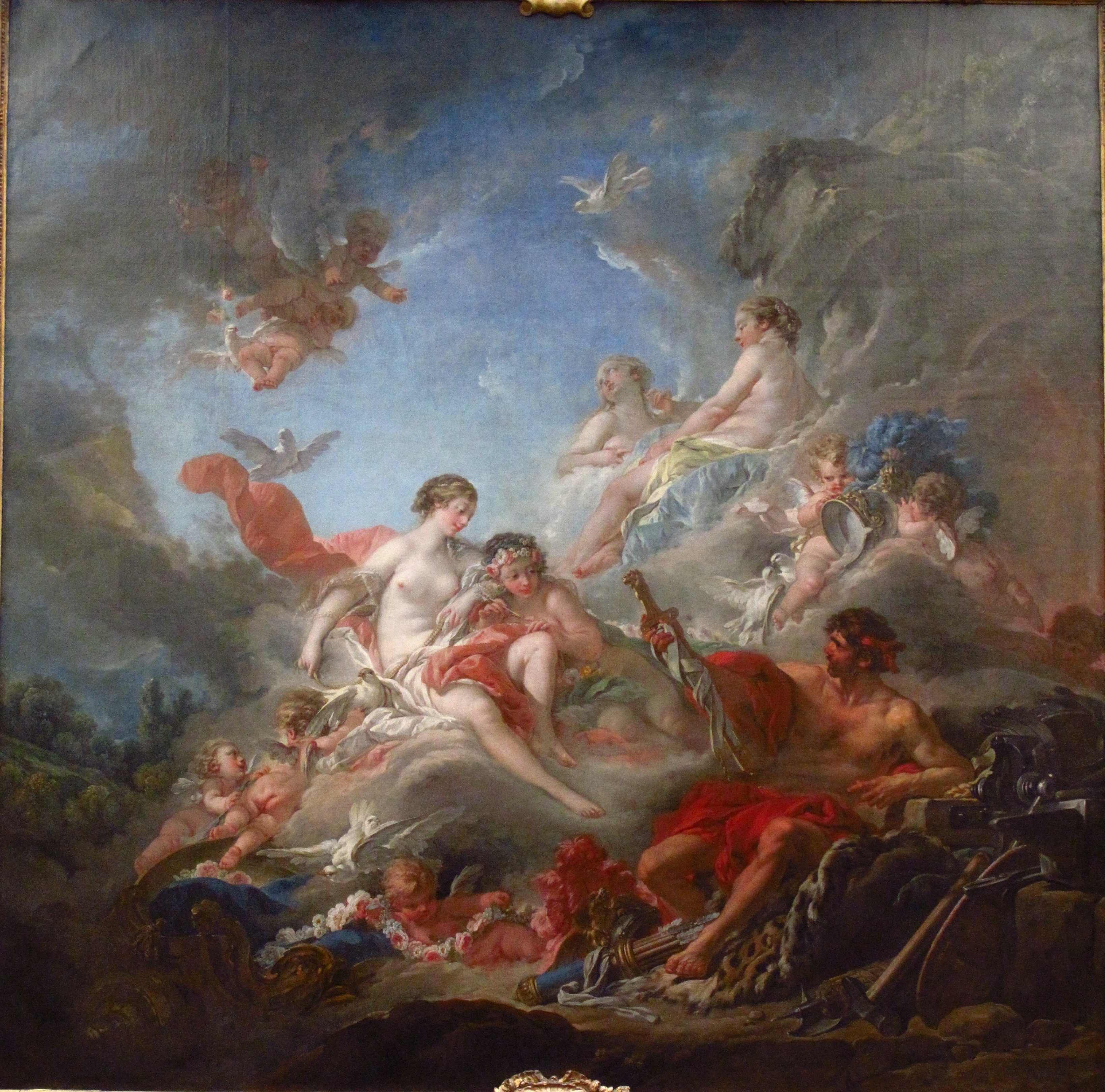
『アイネイアスのために造った武器をウェヌスへ贈るウルカヌス』1757年、320×320cm、キャンヴァスに油彩、ルーヴル美術館
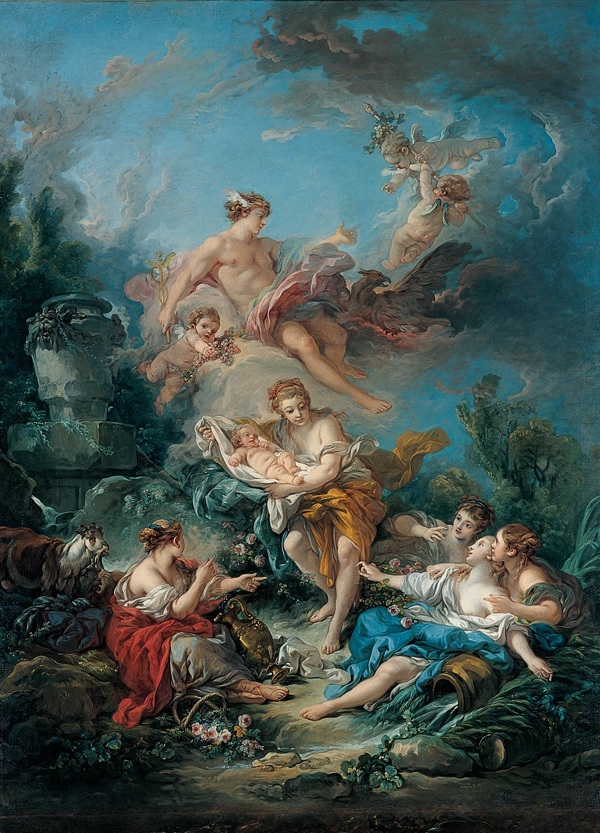
『ニンフたちに幼いバッコスを託すメルクリウス』1769年、272×201cm、キャンヴァスに油彩、フォートワース、キンベル美術館

### ブーシェの家族の肖像

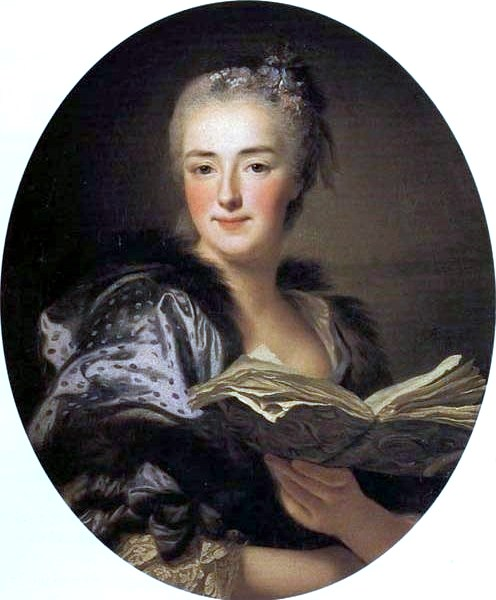
アレクサンドル・ロスリン『ブーシェ夫人マリー＝ジャンヌ・ビュゾーの肖像』ミュンヘン、ニュンフェンブルク。1761年サロン出品作品。
ブーシェ『ボードワン夫人』1760年頃、コニャック＝ジェイ美術館。